# Comuna Pidzamociok, Buceaci
Pidzamociok (în ucraineană Підзамочок) este o comună în raionul Buceaci, regiunea Ternopil, Ucraina, formată din satele Pidlissea, Pidzamociok (reședința) și Zvenîhorod.

## Demografie
Componența lingvistică a comunei Pidzamociok
     Ucraineană (99,39%)
     Alte limbi (0,61%)
Conform recensământului din 2001, majoritatea populației comunei Pidzamociok era vorbitoare de ucraineană (99,39%), existând în minoritate și vorbitori de alte limbi.